# Barnaby Joyce
Barnaby Thomas Gerard Joyce (Tamworth (New South Wales), 17 april 1967) is een Australisch politicus. Hij was van februari 2016 tot februari 2018, met een tussenpoos van twee maanden, vicepremier van Australië. Ook bekleedde hij verschillende ministersposten. Hij trad in februari 2018 af als vicepremier nadat een voormalige medewerker zwanger bleek. Hij bleef wel aan als parlementslid.

## Levensloop

### Jonge jaren
Joyces' vader was geboren in Nieuw-Zeeland. Toen hij studeerde in Sydney ontmoette hij Marie Roche, met wie hij in 1956 trouwde. Zij begonnen een schapenfokkerij. Het stel kreeg zes kinderen, onder wie Barnaby. Hij zelf studeerde aan Universiteit van New England, waar hij Bachelor of Financial Administration behaalde. Na zijn afstuderen in 1989 werkte hij de eerste jaren als loonarbeider, en uitsmijter in een nachtclub. Van 1991 tot 2005 werkte hij als accountant. Ook was hij reservist in het Australische leger.

### Senator
Joyce werd in 2004 namens de National Party in de federale Senaat gekozen. In 2010 werd hij herkozen, ditmaal namens de Liberal National Party. Deze partij was voortgekomen uit een fusie van partijafdelingen van de Queenslandse Liberale Partij en de National Party. Om deze manier hoopten zij zich beter tegen de Labor-partij te kunnen verweren. In andere deelstaten bleven beide partijen los van elkaar optrekken..
Voor zijn bevestiging in de Senaat in 2004 liet Joyce weten dat de regering van premier John Howard zijn steun niet als vanzelfsprekend moest beschouwen. Dat bleek ook zo, want hij stemde in zijn eerste termijn negentien keer niet met zijn partij mee. Zo was hij aanvankelijk tegen de verkoop van staatstelecombedrijf Telstra en tegen de gratis verstrekking van een vaccin tegen Gardasil. In mei 2006 nam hij deel aan een expeditie naar Antarctica. Hij pleitte voor mijnbouw daar, iets wat verboden is onder het Verdrag inzake Antarctica. Het voorstel werd zowel door zijn eigen minister van Milieu Ian Campbell als door oppositiewoordvoerder Anthony Albanese verworpen.
Joyce daagde in september 2008 zittend fractievoorzitter in de Senaat Nigel Scullion uit en won de interne partijverkiezing. Niemand had de machtsovername zien aankomen. Ondanks de samensmelting van de National Party met de Liberale Partij in Queensland bleef Joyce aan als fractievoorzitter. In 2010 werd hij aangewezen als schaduwminister voor Regionale Ontwikkeling, Lokaal Bestuur en de Waterhuishouding.

### Afgevaardigde en minister
Drie jaar later, in augustus 2013, stelde Joyce zich verkiesbaar voor Huis van Afgevaardigden. Hij won de verkiezingen en nam de plek van de onafhankelijke senator Tony Windsor over. Direct na de verkiezingen werd hij ook gekozen als vicepartijleider. Hij werd benoemd tot minister van Landbouw in de regering van premier Malcolm Turnbull. In september 2015 kreeg hij de portefeuille waterhuishouding erbij. In diezelfde maand kwam Joyce internationaal in het nieuws toen hij acteur Johnny Depp waarschuwde dat zij twee hondjes geëuthanaseerd zouden worden wanneer zij niet het land verlieten. Depp had de honden illegaal geïmporteerd.

### Vicepremier
Tijdens de parlementsverkiezingen van 2016 nam Joyce het op tegen de reeds gepensioneerde Tony Windsor. In de peilingen leek het een nek-aan-nek-race te worden, maar uiteindelijk won Joyce met een behoorlijke marge. Partijleider Warren Truss kondigde in februari 2016 zijn aftreden aan. Joyce werd zonder tegenkandidaat gekozen, met Fiona Nash als zijn plaatsvervanger. Joyce volgde tevens Truss op als vicepremier.
In juni 2017 ontstond er onrust in het Australische parlement doordat verschillende parlementariërs over een dubbele nationaliteit bleken te beschikken, iets wat volgens de Australische grondwet niet is toegestaan. Joyce maakte op 14 augustus bekend dat hij mogelijk via zijn vader nog over de Nieuw-Zeelandse nationaliteit beschikte, iets wat dezelfde dag nog bevestigd werd door Nieuw-Zeeland. Hij herriep zijn tweede nationaliteit meteen. Het Hooggerechtshof oordeelde echter dat de verkiezing van Joyce en een aantal andere parlementariërs niet rechtsgeldig was, waarop zij het parlement verlieten. De National Party werd dubbel getroffen doordat ook vicepartijleider Nash moest opstappen.
Joyce mocht zich na het herroepen van zijn Nieuw-Zeelands staatsburgerschap wel weer verkiesbaar stellen. Hij werd op 2 december 2017 herkozen tijdens de tussentijdse verkiezingen voor zijn eigen zetel. Vier dagen later werd hij bevestigd. Diezelfde dag nam hij de positie van vicepremier en minister van Landbouw weer in. In de tussentijd was premier Turnbull verantwoordelijk voor diens portefeuille.

### Liefdesaffaire; aftreden als vicepremier
Joyce liet op 7 december 2017 weten dat hij was gescheiden van zijn vrouw. The Daily Telegraph maakte op 6 februari 2018 bekend dat zijn voormalige communicatiemedewerker Vikki Campion een kind kreeg en Joyce de vader was. Deze onthulling leidde tot veel kritiek. Premier Turnbull riep Joyce op zijn eigen positie te heroverwegen. Gezien de coalitieafspraken tussen de Liberalen en Nationals kon Turnbull hem niet zomaar uit zijn kabinet zetten. Wel stuurde hij Joyce met speciaal verlof om te voorkomen dat Joyce hem zou vervangen als waarnemend premier vanwege een bezoek van Turnbull aan de Verenigde Staten.
Joyce kondigde op 23 februari 2018 zijn aftreden als partijleider, vicepremier en minister aan. Wel bleef hij aan als parlementslid. Michael McCormack volgde hem op als vicepremier en leider van de Nationals. Zijn eigen partij had een onderzoek gestart naar seksueel grensoverschrijdend gedrag, maar kon dat niet vaststellen. Het rapport bleef vertrouwelijk.
Het aanblijven van Joyce in het parlement bood hem de kans om zijn opvolger McCormack in 2020 uit te dagen voor het partijleiderschap. In 2021 verloor Joyce nog een interne stemming, maar een jaar later moest McCormack alsnog vertrekken en keerde Joyce terug als partijleider en vicepremier. In februari 2022 werd bekend dat Joyce premier Morrison in een tekstbericht had uitgemaakt voor "hypocriet en leugenaar". Joyce bood zijn ontslag aan, maar dat werd niet geaccepteerd. Drie maanden later moest hij alsnog vertrekken als vicepremier nadat de zittende coalitie haar meerderheid had verloren.

## Standpunten
In de Senaat en later het Huis van Afgevaardigden presenteerde Joyce zich als een conservatief politicus. Zo is hij tegen abortus en verzette zich fel tegen een verbod op het protesteren bij abortusklinieken. Ook was hij tegen openstelling van het huwelijk voor mensen van dezelfde sekse. In april 2015 riep hij op tot een nieuw debat over de invoering van de doodstraf, hoewel hij aanvankelijk tegenstander was. Wel is Joyce voor het legaal gebruik van cannabis voor medisch gebruik. Joyce pleitte in september 2015 voor de opvang van Syrische vluchtelingen. Zijn pleidooi om vluchtelingen van christelijke afkomst voorrang te geven leidde tot veel kritiek.
Joyce gold lange tijd als klimaatscepticus. In 2015 en 2016 keerde hij zich wel tegen koolwinning in de Liverpool Plains, hoewel hij zich in 2018 wel weer aansloot bij een groep die voorstander was van meer kolencentrales in Australië. Op economisch gebied heeft Joyce zich regelmatig verzet tegen overnames uit het buitenland van Australische bedrijven. Hij is vooral bezorgd over de groeiende Chinese invloeden.

## Persoonlijk
Samen met zijn eerste vrouw Natalie Abberfield kreeg Joyce vier dochters. Het stel ging in december 2017 uit elkaar. Op dat moment was zijn voormalige communicatiemedewerker Vikki Campion zwanger van een zoon. Campion en Joyce gingen samenwonen. In 2019 beviel zij van een tweede zoon.